# Oestheim
Oestheim war eine Gemeinde im Landkreis Ansbach (Mittelfranken, Bayern). Die bis heute noch bestehende Gemarkung Oestheim hat eine Fläche von 8,153 km². Sie ist in 786 Flurstücke aufgeteilt, die eine durchschnittliche Fläche von 10.372,35 m² haben. In ihr liegen die Gemeindeteile Oberoestheim, Seemühle und Unteroestheim.

## Geschichte
Mit dem Gemeindeedikt (frühes 19. Jahrhundert) wurde die Ruralgemeinde Oestheim gebildet, zu der Oberoestheim, Seemühle und Unteroestheim gehörten. Sie war in Verwaltung und Gerichtsbarkeit dem Landgericht Rothenburg und in der Finanzverwaltung dem Rentamt Rothenburg ob der Tauber zugeordnet (1919 in Finanzamt Rothenburg ob der Tauber umbenannt). Ab 1858 gehörte Oestheim zum Landgericht Schillingsfürst und ab 1862 zum Bezirksamt Rothenburg ob der Tauber (1939 in Landkreis Rothenburg ob der Tauber umbenannt). In der Gerichtsbarkeit blieb das Landgericht Schillingsfürst zuständig (1879 in Amtsgericht Schillingsfürst umbenannt), von 1928 bis 1973 war es das Amtsgericht Rothenburg ob der Tauber. Die Gemeinde Oestheim hatte 1964 eine Gebietsfläche von 8,157 km². Im Zuge der Gebietsreform in Bayern wurde diese am 1. Mai 1978 nach Diebach eingemeindet.

## Einwohnerentwicklung
| Jahr      | 1818  | 1840  | 1852   | 1855   | 1861   | 1867   | 1871   | 1875   | 1880   | 1885   | 1890   | 1895   | 1900   | 1905   | 1910   | 1919   | 1925   | 1933   | 1939   | 1946   | 1950   | 1952   | 1961  | 1970   |
| Einwohner | 376   | 389   | 449    | 432    | 425    | 389    | 398    | 403    | 408    | 440    | 464    | 451    | 436    | 395    | 415    | 435    | 417    | 405    | 363    | 545    | 523    | 462    | 396   | 363    |
| Häuser    | 81    | 83    |        |        |        |        | 84     |        |        | 87     | 88     |        | 84     |        |        |        | 82     |        |        |        | 82     |        | 84    |        |
| Quelle    | [ 9 ] | [ 4 ] | [ 10 ] | [ 10 ] | [ 11 ] | [ 12 ] | [ 13 ] | [ 14 ] | [ 15 ] | [ 16 ] | [ 17 ] | [ 10 ] | [ 18 ] | [ 10 ] | [ 19 ] | [ 10 ] | [ 20 ] | [ 10 ] | [ 10 ] | [ 10 ] | [ 21 ] | [ 10 ] | [ 5 ] | [ 22 ] |